# Pseudapistosia gigas
Pseudapistosia gigas är en fjärilsart som beskrevs av Paul Dognin 1890. Pseudapistosia gigas ingår i släktet Pseudapistosia och familjen björnspinnare. Inga underarter finns listade i Catalogue of Life.